# Maurizio Silvi
Maurizio Silvi (* 15. Mai 1949 in Albano Laziale; † 24. Mai 2022 in Rom, Italien) war ein italienischer Maskenbildner. 

## Leben und Werk
Der 1949 geborene Maurizio Silvi begann seine Ausbildung in der Werkstatt Manlio Rocchettis, wo er drei Jahre lang lernte, falsche Bärte herzustellen. Danach hat er weitere drei Jahre an verschiedenen Sets als Freiwilliger mitgewirkt.
Das Kennenlernen von Baz Luhrmann war ein wichtiger Einschnitt in Silvis Karriere. Er durfte frei einen modernen Look für den Film William Shakespeares Romeo + Julia kreieren. Seitdem hat er an verschiedenen Luhrmann-Filmen mitgewirkt. Für seine Arbeit am Set von Moulin Rouge! erhielt er gemeinsam mit dem Friseur Aldo Signoretti – mit dem er regelmäßig zusammenarbeitet – eine Nominierung für einen BAFTA-Award sowie für den Oscar in der Kategorie Bestes Makeup. Außerdem wurde er gemeinsam mit seinen Kollegen Vincenzo Mastrantonio und Lesley Vanderwalt mit einem Hollywood Makeup Artist and Hair Stylist Guild Award ausgezeichnet.

## Filmographie (Auswahl)
- 1974: J & M – Dynamit in der Schnauze
- 1986: Der Name der Rose
- 1996: William Shakespeares Romeo + Julia
- 2001: Moulin Rouge
- 2002: Gangs of New York
- 2008: Australia
- 2013: Der große Gatsby (The Great Gatsby)